# Sebastián Ferrat
Sebastián Ferrat, született Roberto González López (Mexicali, 1978. szeptember 17. – Mexikóváros, 2019. december 29.) mexikói színész.

## Életpályája
Színészetet és dramaturgiát tanult. Főként televíziós sorozatok szereplője. A 2015–2016-ban sugárzott El Señor de los Cielos (Az égbolt ura) sorozatban Juan Antonio Marcado szerepét játszotta.
Fertőzött sertéshústól kapott ciszticerkózisban hunyt el.

## Filmjei
Tv-sorozatok
- Lo Que Callamos Las Mujeres (2001, egy epizódban)
- Montecristo (2006, egy epizódban)
- Se busca un hombre (2007, egy epizódban)
- Amíg tart az élet (Mientras haya vida) (2007, egy epizódban)
- Cambio de vida (2008, egy epizódban)
- Cada quien su santo (2009, egy epizódban)
- Pasión Morena (2009, egy epizódban)
- Entre el amor y el deseo (2010, egy epizódban)
- Drenaje Profundo (2010, egy epizódban)
- Amar de Nuevo (2011, egy epizódban)
- Emlékezz, Reina! (Reina de corazones) (2014, 123 epizódban)
- El Señor de los Cielos (2015–2018, 93 epizódban)
- Ruta 35 (2016, egy epizódban)
- El Vato (2016–2017, 20 epizódban)
- La bella y las bestias (2018, 28 epizódban)
- Las Buchonas de Tierra Blanca (2018–2019, 24 epizódban)
- Yankee (2019, 25 epizódban)